# Cav1.3
El canal de calcio dependiente de voltaje tipo L, subunidad alfa 1-D (abreviada como Cav1.3) es una proteína de membrana que en humanos es codificada por el gen CACNA1D . Los canales Cav1.3 pertenecen a la familia Cav1, que forman corrientes de calcio tipo L, sensibles a la inhibición selectiva por parte de dihidropiridinas (DHP).

## Genética
En el humano la proteína de la subunidad alfa1-D del canal de calcio tipo L, está codificada por el gen CACNA1D. Se encuentra localizado en la banda 21.1 del brazo corto del cromosoma 3 (3p21.1).
  Abarca 484.771 pares de bases (bps) del cromosoma 3 desde 53328963 a 53813733.

## Actividad

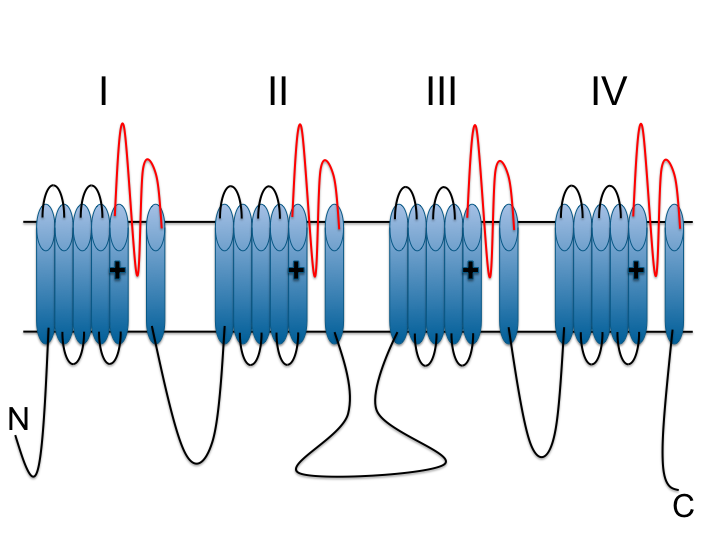
Representación esquemática de la subunidad alfa de los canales de calcio dependientes de voltaje con sus cuatro dominios homólogos, cada uno con seis subunidades transmembrana. Los bucles P están en rojo, las subunidades S4 están marcadas con un signo positivo que indica su carga.

Los canales de calcio dependientes de voltaje (VDCC) son selectivamente permeables a iones de calcio, mediando el movimiento de estos iones dentro y fuera de las células excitables. En el potencial de reposo, estos canales están cerrados, pero cuando el potencial de membrana se despolariza, estos canales se abren. La entrada de iones de calcio en la célula puede iniciar una miríada de procesos dependientes del calcio, incluida la contracción muscular, la  expresión génica y la secreción. Los procesos dependientes del calcio se pueden detener al reducir los niveles de calcio intracelular, lo que, por ejemplo, se puede lograr mediante bombas de calcio.
Los canales de calcio dependientes de voltaje son multiproteínas compuestas por subunidades alfa1 (α1), beta (β), alfa2 (α2) delta (δ) y gama (γ) . 
 La subunidad principal es la α1, que forma el poro de selectividad, el sensor de voltaje y el aparato de activación de los VDCC.
  En los canales Cav1.3, la subunidad α1 es α1D. 
 La subunidad Cav1 diferencia los canales Cav1.3 de otros miembros de la familia Cav1, como el Cav1.2 predominante y mejor estudiado en trabajos científicos, que tiene una subunidad α1C. La importancia de la subunidad α1 también significa que es el objetivo principal de los bloqueadores de los canales de calcio, como las dihidropiridinas. Las subunidades β, α2δ y γ restantes tienen funciones auxiliares.
La subunidad alfa1 (α1) tiene cuatro grandes dominios homólogos, cada uno de ellos formados por seis segmentos transmembrana. Dentro de cada gran dominio, el cuarto segmento transmembrana (S4) está cargado positivamente, a diferencia de los otros cinco segmentos hidrofóbicos. Esta característica permite que el segmento S4 funcione como sensor de voltaje. Las subunidades alfa1-D pertenecen a la familia Cav1, que se caracteriza por corrientes de calcio de tipo L. Específicamente, las subunidades α1-D confieren activación de bajo voltaje y corrientes de Ca2+ que inactivan lentamente, ideales para funciones fisiológicas particulares, como la liberación de neurotransmisores en las células ciliadas internas de la cóclea.
Las propiedades biofísicas de los canales Cav1.3 están estrechamente reguladas por un dominio modulador C-terminal, que afecta tanto a la dependencia del voltaje de la activación como a la inactivación dependiente del Ca2+. El canal Cav1.3 tiene una baja afinidad por DHP y se activa en potenciales de membrana por debajo del umbral, lo que los hace ideales para un papel en el marcapasos cardíaco.